# Großenwiehe
Großenwiehe település Németországban, Schleswig-Holstein tartományban. Lakosainak száma 3322 fő (2023. december 31.).

## Népesség
A település népességének változása:
| Lakosok száma | 1936 | 3003 | 3021 | 3234 | 3289 | 3322 |
|               | 1975 | 2017 | 2019 | 2021 | 2022 | 2023 |